# Distúrbios no Gabão em 2016
Distúrbios no Gabão em 2016 referem-se a violência ocorrida no Gabão após a eleição presidencial de 27 de agosto de 2016, na qual o presidente Ali Bongo Ondimba foi reeleito por estreita margem de votos contra o candidato da oposição Jean Ping; confrontos armados entre partidários de Ping, que reivindicaram vitória, e as forças governamentais eclodiram, resultando em bloqueio da internet pelas autoridades em Libreville.

## Eventos
A violência eclodiu em pelo menos nove dos bairros de Libreville quando os resultados oficiais da eleição foram anunciados em 31 de agosto de 2016, mostrando uma vitória estreita para o presidente Bongo, e os manifestantes incendiaram o edifício do parlamento nacional. Os tumultos e a violência continuariam em 1 de setembro. A sede de Ping foi cercada e bombardeada por um helicóptero da guarda presidencial, matando duas pessoas. Tiros e explosões foram ouvidos no bairro de Nkembo. De acordo com um morador local, as forças do governo atacaram uma estação de rádio e de televisão da oposição. Alguns saques foram relatados. Cerca de 1.100 pessoas teriam sido presas enquanto as forças de segurança lutavam para reprimir os tumultos.
Pacôme Moubelet-Boubeya, o ministro do Interior, condenou a violência e acusou Ping e outros líderes da oposição de orquestrá-la; e também afirmou que os amotinados estavam armados com AK-47s e granadas, embora a oposição negasse isso. O presidente Bongo rotulou os líderes da oposição como "um pequeno grupo cujo único objetivo é tomar o poder para si mesmos".
Em 31 de agosto, as principais empresas de telecomunicações do Gabão cortaram o acesso à internet.
Também em 1º de setembro, Jean Ping novamente afirmou ter vencido a eleição e declarou que "a única solução é que Bongo reconheça a derrota". Ele declarou que não iria se preocupar em recorrer a Corte Constitucional porque esta era "uma ferramenta da autoridade governante" que apenas seguia ordens; em vez disso, apelou à comunidade internacional para intervir em face da repressão do governo. Rejeitando os clamores para que publicasse os resultados de cada posto de votação, o governo declarou que isso só poderia ser feito se a oposição seguisse o processo legal e apelasse para a Corte Constitucional.
Em 2 de setembro, a situação em Libreville parecia estar começando a voltar ao normal, embora houvesse uma forte presença de forças de segurança que mantinham a ordem. Enquanto isso, Ping realizou uma conferência de imprensa e declarou-se presidente. Ele convocou uma greve geral para 5 de setembro: "Peço-vos que a partir de hoje em diante não usem violência, mas para que resistam, bloqueando a economia do país". No entanto, a atividade comercial em Libreville foi relatada como prosseguindo de forma relativamente normal. O acesso à internet foi restaurado. Também em 5 de setembro, Séraphin Moundounga, o ministro da Justiça, renunciou para protestar contra a falta de vontade do governo em conduzir uma recontagem, o que argumentou estar levando à violência.
Apesar de suas críticas anteriores a Corte Constitucional, Ping recorreu ao Tribunal em 8 de setembro, na esperança de forçar uma recontagem na província de Haut-Ogooué. Ping alertou no dia 9 de setembro que se a Corte não decidisse a favor de uma recontagem, uma "instabilidade profunda e prolongada" poderia ocorrer.
Após a eleição, o governo planejou realizar um "diálogo político inclusivo" para ajudar a resolver a discórdia em curso. Enquanto cerca de 50 partidos políticos e 1.200 organizações fossem esperadas para participar do diálogo, Jean Ping e seus partidários, reunidos na Coalizão para a Nova República, se recusaram a participar. O diálogo estava previsto para começar em 28 de março de 2017.